# Республиканцы (Франция)
Республика́нцы (фр. Les Républicains) — французская политическая правоцентристская партия. Зарегистрирована 30 мая 2015 года в результате переименования и смены устава партии «Союз за народное движение». Первым лидером партии стал Президент Французской республики в 2007—2012 годах Николя Саркози.
Партия является членом Центристского демократического интернационала, Международного демократического союза и Европейской народной партии.

## Название партии
Новое наименование партии вызвало возражения. Так, адвокат Кристоф Легевак пишет петицию, озаглавленную «Мы все — республиканцы», а 5 мая 2015 года подаёт на партийцев в суд с требованием отмены зарегистрированной 5 декабря 2015 года Союзом за народное движение марки «Республиканцы» (Les Républicains). 26 мая 2015 года парижский суд высшей инстанции отказывает 4 политическим партиям левых взглядов в удовлетворении требований, поскольку причинение ущерба не было продемонстрировано.
Французский историк Франсуа Югнен обратил внимание на то, что в конце XIX—начале XX века слово республика чаще использовалась в своих наименованиях левыми, а не правыми политическими объединениями: Левые республиканцы Жюля Ферри и Жюля Греви и Республиканский союз Леона Гамбетты. Затем, в XX веке слово республика начинают использовать больше правые, начиная с Республиканской федерации, а левые предпочитают теперь производные от слова социализм. Окончательно слово закрепляется за правой частью политического спектра начиная с 1958 года, когда генерал Де Голль создаёт Союз за новую республику, преобразованный затем в Объединение в поддержку республики, в Союз демократов в поддержку республики, ставшие предшественниками нынешней партии Республиканцы.
Председатель фракции партии в Национальном собрании Кристиан Жакоб высказал пожелание, чтобы фракция не обозначалась сокращением LR, но только полным наименованием Les Républicains. В ответ другие парламентские фракции также высказались с требованием использовать для их обозначения только полные наименования, содержащие слова республиканский или демократический. Однако, на практике в СМИ уже стала широко использоваться аббревиатура LR, хотя сама партия предпочитает сокращённое наименование Les Rep (Респы)
.

## Программа
Аналитики полагают, что партия придерживается правоцентристских взглядов. Среди её основных идеологических моментов называются голлизм, консерватизм, христианская демократия, экономический либерализм.
Сама партия выделяет 8 важнейших для себя ценностей: свободу, труд, светскость, справедливость, развитие, ответственность, заслуги и авторитет.

## История
Партия была создана в результате переименования и смены устава партии Союз за народное движение, которая была в свою очередь образована 17 ноября 2002 года в результате трансформации объединения Союз за президентское большинство, созданного 23 апреля 2002 года Жаком Шираком и Аленом Жюппе.
Изменение названия и устава партии было среди обещаний Николя Саркози, с которыми он шёл на внутрипартийные выборы 2014 года, и в которых он одержал победу. После обсуждения в качестве нового имени для партии было выбрано «Республиканцы». 14 апреля 2015 года Натали Косцюшко-Моризе, вице-президент партии представила Николя Саркози, а затем — политическому бюро проект нового устава. Этим уставом предусматриваются, помимо прочего, проведение партией открытых праймериз перед президентскими выборами 2017 года, на которых будет избран кандидат, пользующийся наибольшим доверием однопартийцев, а также всеобщие выборы департаментальных руководителей.
5 мая 2015 года новое название было принято политическим бюро партии, а затем 28 мая — интернет-голосованием членов партии большинством в 83,28 % при явке в 45,74 %. Новый партийный устав также принят большинством в 96,34 % от числа проголосовавших, а состав нового политического бюро — 94,77 %. Изменение названия партии официально произошло на её съезде 30 мая 2015 года в Париже, в присутствии около 10 000 собравшихся. Немецкий канцлер Ангела Меркель направила собравшимся на съезд послание дружбы и поддержки.
На момент создания «Республиканцы» была крупнейшей оппозиционной и второй по величине партией Франции (после Социалистической). По состоянию на 15 сентября 2015 года, в партии состояли 175 900 членов, за год число партийцев сократилось на 3100 человек.
От предшественника партии достались 199 мест в Национальном собрании (из 577), 144 места в Сенате (из 348), 19 мест в Европарламенте (из 74, выделенных для делегатов из Франции).

### Региональные выборы 2015
Первыми выборами, в которых приняла участие преобразованная партия, стали региональные выборы, прошедшие в два тура 3 и 14 декабря 2015 года. В большинстве регионов Республиканцы принимали в них участие в составе предвыборной коалиции «Союз правых и центристов» (фр. Union de la droite et du centre) и не смогли набрать большинства голосов.
Однако, по итогам второго тура Республиканцы получили большинство в 7 регионах из 13 в метрополии, а также в заморском регионе Реюньон. В трёх других заморских регионах Республиканцы вообще не смогли получили регионального представительства.
Подробные итоги прошедших выборов:

| Регион                           | Лидер списка     | Процент полученных голосов | Процент полученных голосов | Итоговое место | Получено мест |        |
| Регион                           | Лидер списка     | 1-й тур                    | 2-й тур                    | Итоговое место | Получено мест |        |
| -------------------------------- | ---------------- | -------------------------- | -------------------------- | -------------- | ------------- | ------ |
| Бретань                          | Марк Ле Фюр      | 23,46 %                    | 29,72 %                    | 2              | 18 из 83      | [ 29 ] |
| Бургундия — Франш-Конте          | Франсуа Соваде   | 24 %                       | 32,89 %                    | 2              | 25 из 100     | [ 30 ] |
| Гранд-Эст                        | Филипп Ришер     | 25,83 %                    | 48,4 %                     | 1              | 104 из 169    | [ 31 ] |
| Земли Луары                      | Брюно Ретайо     | 33,49 %                    | 42,7 %                     | 1              | 54 из 93      | [ 32 ] |
| Иль-де-Франс                     | Валери Пекресс   | 30,51 %                    | 43,8 %                     | 1              | 121 из 209    | [ 33 ] |
| Корсика                          | Жозе Росси       | 13,17 %                    | 27,07 %                    | 3              | 11 из 51      | [ 34 ] |
| Новая Аквитания                  | Виржини Кальмель | 27,19 %                    | 34,06 %                    | 2              | 47 из 183     | [ 35 ] |
| Окситания                        | Доминик Рейнье   | 18,84 %                    | 21,32 %                    | 3              | 25 из 158     | [ 36 ] |
| Нормандия                        | Эрве Морен       | 27,91 %                    | 36,43 %                    | 1              | 54 из 102     | [ 37 ] |
| Овернь — Рона — Альпы            | Лоран Вокье      | 31,73 %                    | 40,61 %                    | 1              | 113 из 204    | [ 38 ] |
| О-де-Франс                       | Ксавье Бертран   | 24,96 %                    | 57,77 %                    | 1              | 116 из 170    | [ 39 ] |
| Прованс — Альпы — Лазурный Берег | Кристиан Эстрози | 26,48 %                    | 54,78 %                    | 1              | 81 из 123     | [ 40 ] |
| Центр — Долина Луары             | Филипп Вижье     | 26,25 %                    | 34,58 %                    | 2              | 20 из 77      | [ 41 ] |
| Заморские регионы                |                  |                            |                            |                |               |        |
| Гваделупа                        | Лоран Бернье     | 4,49 %                     | -                          | -              | 0 из 41       | [ 42 ] |
| Гвиана                           | Реми Луи Бюдок   | 3,08 %                     | -                          | -              | 0 из 51       | [ 43 ] |
| Мартиника                        | Ба Пейи-а Ан Шан | 14,32 %                    | -                          | -              | 0 из 51       | [ 44 ] |
| Реюньон                          | Дидье Робер      | 40,36 %                    | 52,69 %                    | 1              | 29 из 45      | [ 45 ] |

1. ↑  Вместо временных названий регионов, использовавшихся на момент выборов, даны окончательные названия, вступившие в силу с 2016 года.

### Президентские выборы 2017

#### Праймериз
Для определения единого кандидата на президентских выборах руководством партии совместно с несколькими союзными небольшими политическими объединениями было решено впервые провести праймериз. Голосование на них было доступно для всех граждан Франции, внесённых в избирательные списки по состоянию на 31 декабря 2015 года или которым на момент президентских выборов исполнится 18 лет. При голосовании избиратели должны были заплатить по 2 евро, которые шли на финансирование праймериз (если бы денег не хватило, партия брала на себя покрытие дефицита; если бы собранных денег оказалось больше, они были бы использованы на предвыборную агитацию), а также подписать следующий текст: «Я разделяю республиканские ценности правых и центра, и я выступаю за смену власти ради возрождения Франции» Выборы состоялись в 2 тура, 20 и 27 ноября 2016 года — во второй тур переходили 2 кандидата, набравшие наибольшее число голосов.
В первом туре голосования приняло участие 7 кандидатов. Голоса распределились следующим образом:
| Кандидат                  | Количество голосов | Процент голосов |
| ------------------------- | ------------------ | --------------- |
| Франсуа Фийон             | 1 890 266          | 44,1 %          |
| Ален Жюппе                | 1 224 855          | 28,6 %          |
| Николя Саркози            | 886 137            | 20,7 %          |
| Натали Косцюшко-Моризе    | 109 655            | 2,6 %           |
| Брюно Ле Мэр              | 102 168            | 2,4 %           |
| Жан-Фредерик Пуассон      | 62 346             | 1,4 %           |
| Жан-Франсуа Копе          | 12 787             | 0,3 %           |
| Пустые и недействительные | 9 883              |                 |
| Итого                     | 4 298 097          | 100 %           |

Во второй тур перешли набравшие наибольшее число голосов Франсуа Фийон и Ален Жюппе. Во втором туре голоса распределились следующим образом:
| Кандидат                  | Количество голосов | Процент голосов |
| ------------------------- | ------------------ | --------------- |
| Франсуа Фийон             | 2 904 246          | 66,5 %          |
| Ален Жюппе                | 1 464 075          | 33,5 %          |
| Пустые и недействительные | 12 977             |                 |
| Итого                     | 4 381 298          | 100 %           |

По результатам праймериз кандидатом от правых и центра стал Франсуа Фийон.

#### Выборы
Сразу после выборов победивший на праймериз Франсуа Фийон был абсолютным фаворитом президентской кампании — опросы давали ему от 23 % до 29 % в первом туре и 67 % во втором туре (против Марин Ле Пен). Однако, 25 января 2016 года сатирический еженедельник «Канар аншене» опубликовал статью, согласно которой Фийон с 1988 по 2002 год фиктивно нанимал свою жену Пенелопу в качестве парламентского помощника, в результате чего ей было незаконно выплачено из государственного бюджета более полумиллиона евро. Также согласно изданию, мадам Фийон с мая 2012 года по декабрь 2013 года получила от журнала «Ревю де Дё Монд» более ста тысяч евро за якобы выполнявшуюся ею работу литературного редактора. В дальнейшем скандал разрастается, обрастает новыми подробностями, так что 1 марта прокуратура открывает против него расследование, но Фийон отказывается уступить своё место в качестве кандидата занявшему второе место Аллану Жюппе, несмотря на сильно упавший с начала кампании рейтинг. В результате, многие соратники Фийона отказывают ему в поддержке. В результате, на состоявшемся 23 апреля 2017 года голосованию первого тура кандидат от Республиканцев Франсуа Фийон набирает лишь 20,01 % голосов, занимает третье место (пропустив вперёд Эмманюэля Макрона и Марин Ле Пен) и выбывает из дальнейшей борьбы за президентское кресло. Сразу после оглашения результатов выборов вечером 23 апреля Фийон признаёт своё поражение и призывает голосовать за Эмманюэля Макрона.
После своей победы во втором туре президентских выборов конкурент «Республиканцев» и лидер движения «Вперёд!» Эмманюэль Макрон представляет Национальному собранию кандидатуру своего премьер-министра — «Республиканца», близкого соратника Алана Жюппе, депутата Национального собрания и мэра Гавра Эдуара Филиппа. 15 мая 2017 года его кандидатура утверждена Национальным собранием. Многие высокопоставленные деятели «Республиканцев» (такие как Натали Косцюшко-Моризе, Кристиан Эстрози и Жан-Луи Борлоо) выступают в поддержку президентского большинства. Эдуар Филипп назначает на некоторые ключевые должности в своём правительстве «Республиканцев»: Брюно Ле Мэра на должность министра экономики и Жеральда Дарманена на должность министра средств массовой информации, но они в тот же день исключены из партии.

### Парламентские выборы 2017
По итогам состоявшегося 11 июня 2017 года первого тура выборов в Национальное собрание Республиканцы получили в общей сложности 15,77 % голосов, заняв второе место после партии президентского большинства Вперёд, Республика!. Во втором туре, 18 июня, партия смогла получить 113 мест из 577, также заняв второе место после партии президента, получившей 308 депутатских мандатов.
По итогам выборов в июне 2017 года было сформировано второе правительство Филиппа, но после долгой внутренней борьбы Политическое бюро республиканцев приняло 31 октября 2017 года решение об исключении из партии лиц, вошедших в действующее правительство, а также парламентариев, поддерживающих политику президента Макрона: Эдуара Филиппа, Жеральда Дарманена, Себастьяна Лекорню, Тьери Солера и лидера фракции «конструктивных правых» в Национальном собрании Франка Ристера.

### Европейские выборы 2019
25 и 26 мая 2019 года во Франции состоялись выборы в Европейский парламент, результаты которых оказались для правоцентристов самыми низкими с 1979 года — получив 8,5 % голосов, «Республиканцы» оказались на четвёртом месте (возглавлял список кандидатов Франсуа-Ксавье Беллами). Прежде наихудшим был исход выборов 1999 года, когда Объединение в поддержку республики заручилось поддержкой 12,82 % избирателей. Неудача ждала республиканцев даже в округах, исторически считавшихся их оплотом: так, в XVI округе Парижа, где Франсуа Фийон в 2017 году набрал 58,45 %, теперь партию поддержали только 24,22 % избирателей (за правящую партию «Вперёд, Республика!» здесь проголосовали 46,1 %).

## Результаты выборов

### Президентские выборы
| Год  | Кандидат       | 1-й тур   | 1-й тур | 1-й тур | 2-й тур | 2-й тур | 2-й тур | Результат           |
| Год  | Кандидат       | Голоса    | %       | Место   | Голоса  | %       | Место   | Результат           |
| ---- | -------------- | --------- | ------- | ------- | ------- | ------- | ------- | ------------------- |
| 2017 | Франсуа Фийон  | 7 212 995 | 20,01   | ▲ 3-е   | N/A     | N/A     | N/A     | Не вышел во 2-й тур |
| 2022 | Валери Пекресс | 1 679 001 | 4,79    | ▼ 5-е   | N/A     | N/A     | N/A     | Не вышла во 2-й тур |

### Парламентские выборы
| Год  | Лидер          | 1-й тур   | 1-й тур | 2-й тур   | 2-й тур | Мандаты    | +/−  | Место (мандаты) | Правительство             |
| Год  | Лидер          | Голоса    | %       | Голоса    | %       | Мандаты    | +/−  | Место (мандаты) | Правительство             |
| ---- | -------------- | --------- | ------- | --------- | ------- | ---------- | ---- | --------------- | ------------------------- |
| 2017 | Франсуа Баруэн | 3 573 427 | 15,77   | 4 040 203 | 22,23   | 112 из 577 | ▼ 82 | ▼ 2-е           | Оппозиция                 |
| 2022 | Кристиан Жакоб | 2 370 811 | 10,42   | 1 447 838 | 6,98    | 61 из 577  | ▼ 51 | ▼ 4-е           | Оппозиция                 |
| 2024 | Эрик Сьотти    | 2 104 918 | 6,57    | 1 474 721 | 5,41    | 61 из 577  | 0    | 4-е             | Президентское меньшинство |

### Европейские выборы
| Год  | Лидер                  | Голоса    | %    | Место | Мандаты | +/−   | Фракция |
| ---- | ---------------------- | --------- | ---- | ----- | ------- | ----- | ------- |
| 2019 | Франсуа-Ксавье Беллами | 1 920 407 | 8,48 | 4-е   | 7 из 79 | Новые | EPP     |
| 2024 | Франсуа-Ксавье Беллами | 1 783 965 | 7,24 | 5-е   | 6 из 81 | ▼ 1   | EPP     |

1. ↑  31 августа 17 членов партии покинули её, чтобы сформировать UDR.
2. ↑  Участвовали единым списком с LC и CPNT, который получил 8 мандатов.
3. ↑  Участвовали единым списком с LC, который получил 6 мандатов.

## Организационная структура
Руководит деятельностью партии Политическое бюро, в состав которого входят:
- председатель и заместитель председателя движения
- генеральный секретарь
- национальный казначей
- 80 членов Политического бюро, избираемые Национальным советом партии на срок 2,5 года
- 3 представителя Молодых республиканцев (молодёжного крыла партии)
- бывшие президенты Республики, действующий и бывшие премьер-министры
- председатели Национального собрания, председатели партийных фракций в Национальном собрании, в Сенате и в Европарламенте
- председатель и вице-председатель Европейской народной партии от Франции
- бывшие председатели партии

Члены правительства и Еврокомиссии, являющиеся членами партии, но не входящие в Политическое бюро, могут присутствовать на его заседаниях, но не имеют права голоса.

## Руководство

### Председатели партии
|                | Имя | Даты полномочий  | Даты полномочий  | Примечания |
| -------------- | --- | ---------------- | ---------------- | --- |
| Николя Саркози | Николя Саркози                                                                                              | 30 мая 2015      | 23 августа 2016  | Бывший президент Франции. Председатель Союза за народное движение с 2004 по 2007 и с 2014 по 2015 годы. Ушёл в отставку после выставления своей кандидатуры на праймериз в 2016 году. Избран на учредительном съезде партии. |
| Лоран Вокье    | Лоран Вокье (исполняющий обязанности)                                                                       | 23 августа 2016  | 29 ноября 2016   | Исполнительный вице-председатель партии. Депутат Национального собрания и президент региона Овернь — Рона — Альпы. |
| Бернар Аккуайе | Бернар Аккуайе (и. о.)                                                                                      | 29 ноября 2016   | 10 декабря 2017  | |
| Лоран Вокье    | Лоран Вокье                                                                                                 | 10 декабря 2017  | 2 июня 2019      | Победил на выборах с результатом 74,64 % против 16,11 % у Флоранс Портелли и 9,25 % у Маеля де Калана (в голосовании приняли участие 42,46 % республиканцев).                                                                |
| Жан Леонетти   | Жан Леонетти (и. о.)                                                                                        | 2 июня 2019      | 13 октября 2019  | После ухода в отставку Лорана Вокье из-за провала партии на европейских выборах стал как заместитель председателя временно исполнять обязанности лидера партии до избрания нового.                                           |
| Кристиан Жакоб | Кристиан Жакоб                                                                                              | 13 октября 2019  | 30 июня 2022     | 13 октября 2019 года избран председателем партии, получив в первом туре прямых выборов 62,58 % голосов. 30 июня 2022 года ушёл в отставку после поражений партии на президентских и парламентских выборах.                   |
| Анни Женевар   | Анни Женевар (и. о.)                                                                                        | 4 июля 2022      | 11 декабря 2022  | 4 июля 2022 года в качестве заместителя председателя партии стала после отставки Кристиана Жакоба временно исполнять обязанности председателя до выборов нового.                                                             |
| Эрик Сьотти    | Эрик Сьотти                                                                                                 | 11 декабря 2022  | 30 сентября 2024 | 11 декабря 2022 года избран во втором туре прямого голосования членов партии, победив Брюно Ретайо с результатом 53,7 %. |
|                | Коллегиальное руководство (и. о.): - Франсуа-Ксавье Беллами - Анни Женевар - Мишель Табаро - Даниель Факель | 30 сентября 2024 | 18 мая 2025      | |
| Брюно Ретайо   | Брюно Ретайо                                                                                                | 18 мая 2025      |                  | 18 мая 2025 года победил на внутрипартийных выборах. |

### Генеральные секретари
|                | Имя            | Даты полномочий | Даты полномочий | Примечания |
| -------------- | -------------- | --------------- | --------------- | --- |
| Лоран Вокье    | Лоран Вокье    | 30 мая 2015     | 15 декабря 2015 | Генеральный секретарь Союза за народное движение с декабря 2014 года. Сохранил прежний пост после реорганизации партии. Депутат Национального собрания и президент региона Овернь — Рона — Альпы.                      |
| Эрик Вёрт      | Эрик Вёрт      | 15 ноября 2015  | 29 ноября 2016  | Назначен Николя Саркози, покинул свой пост после прошедших праймериз. Депутат Национального собрания и бывший министр.                                                                                                 |
| Бернар Аккуайе | Бернар Аккуайе | 29 ноября 2016  | 13 декабря 2017 | Назначен Франсуа Фийоном после его победы на праймериз. Бывший депутат и председатель Национального собрания. |
| Анни Женевар   | Анни Женевар   | 13 декабря 2017 | 23 октября 2019 | Депутат Национального собрания, избрана по инициативе нового председателя партии Лорана Вокье. |
| Орельян Пради  | Орельен Прадье | 23 октября 2019 | 18 января 2023  | 23 октября 2019 года новый председатель партии Кристиан Жакоб огласил персональный состав своей команды, в котором депутат Национального собрания Орельян Пради занял пост генерального секретаря.                     |
| Анни Женевар   | Анни Женевар   | 18 января 2023  | наст. время     | 18 января 2023 года новый председатель «Республиканцев» Эрик Сьотти объявил состав своей команды, в которую Женевар вошла в должности генерального секретаря, а Орельян Пради стал одним из заместителей председателя. |